# República espanyola a l'exili
República Espanyola a l'exili fa referència a les institucions de la Segona República Espanyola en l'exterior que seguien representant la legalitat de la Constitució de 1931 després de la victòria dels nacionals en la Guerra Civil espanyola. Van mantenir la continuïtat d'aquesta representació entre 1939 i 1977. La seu el govern en l'exili es va situar primer a Ciutat de Mèxic per a traslladar-se el 8 de febrer de 1946 a París, França.

## Reconstrucció de les institucions a l'exili i principals activitats
La Diputació Permanent de les Corts, després de la seva última reunió a París el 27 de juliol de 1939, és reconstituïda a Mèxic, i convoca una reunió de les Corts. Les Corts exiliades es reuneixen el 17 d'agost de 1945 a la Sala de Cabildos del Zócalo a Ciutat de Mèxic, on promet Diego Martínez Barrio com a President interí i, durant les sessions del 7 al 9 de novembre, les Corts donen el seu vot de confiança al nou govern de José Giral.
El càrrec de president de les Corts s'anirà renovant, a partir de 1962, en la persona dels successius presidents de la República, per evitar que Dolores Ibárruri, que n'era vicepresidenta des de la Guerra Civil, pogués arribar a presidir les Corts.
Durant tot el període es van seguir succeint formalment presidents de la República i presidents del govern. També van mantenir la seva continuïtat en l'exili els governs autonòmics basc i català.

## Reconeixement internacional
Mèxic va ser el primer estat a reconèixer al govern de la República en 1939. Aquesta decisió es va mantenir fins a 1977, quan es restabliren relacions diplomàtiques amb Espanya. Aquesta col·laboració es va brindar als exiliats espanyols des de la seva acollida pel govern de Lázaro Cárdenas del Río. Un altre estat que va reconèixer fins a 1977 la II República va ser Iugoslàvia.
Per iniciativa de la delegació de Mèxic en la Conferència de San Francisco de les Nacions Unides es dona suport una moció de repudi al govern de Franco i es reconeix al govern en l'exili la representació d'Espanya. La mesura fou protegida per les potències vencedores de la Segona Guerra Mundial en la Conferència de Potsdam. L'Assemblea General de les Nacions Unides confirmà aquesta moció al febrer de 1946 i vota al desembre del mateix any excloure l'ingrés de l'Estat Espanyol ("nacional") a l'organisme internacional.
En 1950 el govern de Franco aconseguí revocar la prohibició d'establir delegacions diplomàtiques per a posteriorment ingressar en l'ONU com país membre (14 de desembre de 1955). En aquells dies, els suports internacionals del bàndol vencedor s'havien enfortit fins a trencar l'aïllament internacional de postguerra. Començant, notablement, pel suport del Vaticà (Concordat de 27 d'agost de 1953) i els pactes amb els Estats Units (mateix any, 26 de setembre).

## Els suports del govern republicà
Després del final de la guerra, precipitat per la divisió interna del bàndol republicà (que va arribar fins als enfrontaments armats), els recels entre els partits del Front Popular -i de les faccions internes- es van veure complicats encara més pel canvi de la situació internacional. Adolf Hitler, als pocs dies d'acabar la guerra a Espanya (1 d'abril de 1939), provoca la crisi de Danzig (28 d'abril de 1939) que, en no poder ser resolta eficaçment per Anglaterra i França amb cap política de pacificació com la mantinguda fins llavors, va dur al pacte Germano-Soviètic. Això posava al PCE en una posició de difícil explicació dins del camp republicà, i amb ell al mateix govern Negrín, el principal referent internacional del qual era l'URSS.
El començament immediat de la Segona Guerra Mundial (1 de setembre de 1939), i la posterior invasió de l'URSS per Alemanya (22 de juny de 1941), van tornar a posar en situació de col·laborar, fins i tot en la lluita, a tots els republicans, que veien la victòria aliada com la seva pròpia. El govern Negrín (tot i ser socialista) estava sostingut en la pràctica tan sols pel PCE i la Unió Nacional, que controlava les forces guerrilleres que actuaven a França gairebé com un exèrcit republicà espanyol reconstituït. Els recels que provocava van fer que fos pontejat per la Junta Espanyola d'Alliberament (JEL), institució creada amb vocació d'alternativa al govern per una reunió a Mèxic (novembre de 1943) presidida per Diego Martínez Barrio (després substituït per Félix Gordón Ordás) i amb la presència significativa d'Indalecio Prieto en la seva secretaria general. A més del PSOE hi van acudir un grapat de partits republicans i catalans (entre ells ERC); es va evitar convocar a comunistes i anarquistes, i el PNB es va negar a assistir-hi. La participació d'altres forces com els trotskistes del Partit Obrer d'Unificació Marxista (POUM) (amb prou feines reconstruït després dels fets de maig de 1937 i els processos de 1938) ni tan sols es plantejava.
L'alliberada Tolosa de Llenguadoc fou la capital informal de l'exili, i s'hi intenta intensificar les activitats de la JEL al marge del govern republicà amb les noves sigles ANFD (Aliança Nacional de Forces Democràtiques, setembre de 1944) on als partits anteriors s'afegiren Esquerra Republicana de Catalunya, Partit Republicà Federal, Moviment Llibertari i els sindicats CNT i UGT. L'octubre se signa el pacte de l'ANFD on s'al·ludeix a la lliure decisió de les formes polítiques, en clara referència a una solució no necessàriament republicana que permeti un acostament als monàrquics i a les potències occidentals. També es va crear una Agrupació Militar de la República Espanyola afí; tot això simultàniament a la fracassada invasió de la Vall d'Aran pels guerrillers vinculats a la Unión Nacional i a la reactivació del maquis en l'interior en els anys 1945 i 1946 (interior és el terme amb què es referien els exiliats i els opositors en general al que ocorregués a Espanya).
El govern Giral, ja a París, reuní un conjunt més gran de forces, des del PCE amb Santiago Carrillo fins a Castelao (galleguista) i Rafael Sánchez-Guerra (republicà conservador). No obstant això, la unitat republicana no existia: un important corrent socialista, la d'Indalencio Prieto, buscava contactes amb els monàrquics (José María Gil Robles) empès pels aliats occidentals. El mateix feia un grup de la CNT. La forma d'estat podria decidir-se en un referèndum no necessàriament pròxim. El PCE i els altres anarquistes buscaven forçar la situació en l'interior, considerant possible la caiguda de Franco. La major part dels republicans es defineixen per una política d'atentisme (gal·licisme que significaria inclinació a esperar), esperar la caiguda de Franco, que es veia inevitable després de les de Mussolini i Hitler.
El Govern Llopis (febrer 1947) no prescindí del PCE, com hagués volgut Prieto, i és tot el plural que es podia, estant representades organitzacions de tot l'arc parlamentari, des del PNB a la CNT. Una de les seves decisions fou encarregar Trifón Gómez l'inici contactes amb Joan de Borbó, que no van tenir èxit. El PSOE abandonà el govern al juliol, per a intentar desvincular-se dels comunistes (que són expulsats dels governs d'Europa Occidental, en plena Guerra Freda). Els dos governs successius d'Álvaro de Albornoz (agost 1947-1951) només compten amb ministres republicans, i manquen de suports. A partir d'aquests moments les institucions republicanes, encara que persisteixen, deixen de tenir pes: ni comptaran en les relacions internacionals ni seran tingudes en compte pels grups principals de l'oposició al franquisme (a part de cercles d'exiliats, figures intel·lectuals i escassos vincles amb l'interior).

## Moviments de l'oposició republicana
L'entrevista Prieto-Gil Robles, patrocinada per Anglaterra a l'octubre de 1947, no aconsegueix una aproximació clara, i causà problemes als monàrquics pròxims al franquisme. Contradictòriament, Don Joan es reuní amb Franco en el mític iot Azor (per a confiar-li l'educació del seu fill Joan Carles de Borbó); al mateix temps que permet la signatura del Pacte de San Juan de Luz entre el PSOE i la Confederació de Forces Monàrquiques (ambdues coses a l'agost de 1948, amb cinc dies de diferència). Al mateix temps que el pacte es feia públic, el PCE decidia (octubre de 1948) acabar les activitats del maquis, reconeixent la incapacitat d'acabar amb el règim violentament i optant per altra política més eficaç, encara que tampoc resolutiva, que anomenaren reconciliació nacional, incloent la infiltració en els sindicats verticals (inspirades per Stalin i aplicades per Santiago Carrillo).
El pacte de San Juan de Luz, ratificat pel congrés del PSOE (Tolosa de Llenguadoc, 1951), mai se substanciarà. La sortida del franquisme va haver d'esperar molts anys fins a la Transició i les eleccions generals espanyoles de 1977, en les quals només dos temes, la República i la unitat d'Espanya, estaven vetats (per la Llei de la Reforma Política d'Adolfo Suárez) per als partits que van voler presentar-se. El mateix PCE va ser legalitzat i, en una famosa roda de premsa, Santiago Carrillo prescindia de la bandera tricolor per a acceptar la bandera vermella i groga.

## Dissolució de la República Espanyola en l'exili
Després de les eleccions del 15 de juny de 1977, el President de la República José Maldonado i Fernando Valera, President del Consell de Ministres, emeten la Declaració de la Presidència i del Govern de la República Espanyola en l'Exili el 21 de juny de 1977, a París. En aquest text, reafirmen la legalitat institucional emanada de la Constitució de 1931 i dels processos electorals de 1931, 1933 i 1936, mantinguda durant l'exili, tot esperant lliure exercici dels drets cívics. Elogien que les urnes marquin un nou procés que crea una nova legitimitat democràtica, al mateix temps que assenyalen la no participació dels partits republicans i la no correspondència equitativa entre el nombre de vots i escons assignats. Acaba declarant: Les Institucions de la República en l'exili posen així fi a la missió històrica que s'havien imposat. I qui les han mantingut fins avui, se senten satisfets perquè tenen la convicció d'haver complert amb el seu deure.